# 증약초등학교 대정분교
증약초등학교 대정분교는 대한민국 충청북도 옥천군에 있는 공립 초등학교이다.

## 학교 연혁
- 1935년 8월 20일: 군북공립보통학교 대정간이학교 개교
- 1944년 4월 1일: 대정공립국민학교 승격
- 1980년 5월 10일: 신축 교사 이전(대정리 577)
- 1985년 9월 1일: 병설유치원 개원
- 1993년 3월 1일: 증약국민학교 대정분교 편입(45회 1304명)
- 1996년 3월 1일: 증약초등학교 대정분교로 개칭
- 2025년 3월 1일: 증약초등학교 통폐합, 90년만에 폐업

## 참고 자료
- 증약초등학교대정분교장 - 한국교육학술정보원 학교알리미